# Hobo Blues Band
A Hobo Blues Band (vagy a kezdőbetűkből rövidítve: HBB) magyar blues-rock együttes, amely 1978-tól 2011-ig működött. Az együttes Földes László „Hobo" (a. m. csavargó, csöves) alapító tag becenevéről kapta a nevét. Kezdetben The Doors-, Jimi Hendrix- és The Rolling Stones-számokat játszottak, majd saját stílusuk is ezt a hangvételt vette át, amely blues-rock, rock and roll, hard rock és tradicionális blues elemekből áll.
Később a magyar könnyűzene számos meghatározó, kiemelkedő alakja megtalálható volt a tagjai között, mint például: Póka Egon, Tátrai Tibor, Solti János, Deák Bill Gyula, Döme Dezső, Fuchs László, Szénich János, Tóth János Rudolf, Tomsits Rudolf, Závodi János. Első hangversenyük a Lőrinci Ifjúsági Parkban, első klubjuk pedig a MOM Kultúrházban volt. Vendég fellépők voltak bulijaikon például Presser Gábor és Allen Ginsberg amerikai költő is.
Országszerte és határon túl is rendszeresen koncerteztek, rendszeres vendégei voltak a különböző művészeti rendezvényeknek, valamint a színházakban is gyakran lehetett találkozni velük önálló szerzői esteken, mint például Viszockij, József Attila és Faludy György, valamint Földes László első saját színdarabjával, a Csattanoga Csucsuval, amelyet 2007-ben mutattak be Debrecenben.

## Története

### Korai évek
A Hobo Blues Band 1978. április 15-én alakult meg egy Lajos utcai kocsmában a következő tagokkal: Szakács László (dob), Gecse János (basszusgitár), Kőrös József (gitár), Földes László (Hobo) (ének). Hobo elképzelései szerint amolyan hobbizenekarként zenéltek, majd az első koncertjüket nyáron a Lőrinci Ifjúsági Parkban tartották. Novemberben lépett az együttesbe Póka Egon (basszusgitár), akinek a kezdeményezésére az akkori időkben professzionálisnak számító muzsikusok csatlakoztak a csapathoz, s ekkor alakult ki az első ismertebb felállás: Hobo és Póka mellett Döme Dezső (dob), Szénich János (gitár), Kőrös József (gitár). Később az 1979 nyaráig vendégként fellépő Deák Bill Gyula (ének) is állandó tag lett. Kezdetben a rock és bluesmuzsika klasszikusait, Rolling Stones-, Doors-, Hendrix-, Cream-nótákat játszottak magyarul, Hobo fordításában, de Kex nóták is szerepeltek a műsorukon.

### Feltörekvés
Egy év alatt hihetetlen népszerűségre tett szert az együttes, a MOM Kultúrházban működő klubjuk, az Ifi Park-béli koncertek, valamint a vidéki fellépések során tízezrek kedvencévé vált. 1979 nyarán, amikor a HBB a svájci Krokus és az Omega előzenekaraként a Kisstadionban adott koncertet, a zenekar végleg befutott. Ennek ellenére az akkori hanglemezgyártó vállalat képviselői egyelőre nem akartak tudomást venni a sikereikről. A hatalmas nyomásnak engedve csak 1980-ban jelent meg az első kislemez, később már az első albumot is kiadták, Középeurópai Hobo Blues címmel. Többször is kiérdemelték a különböző közönségszavazásokon az év együttese, az év előadója, az év egyénisége, az év hangszeres előadója címeket.
Az elmúlt három évtized során a Hobo Blues Band több mint 3000 koncertet adott, 22 albuma jelent meg és közel harminc kiváló zenész fordult meg soraiban – a teljesség igénye nélkül Tátrai Tibor, Tóth János Rudolf, Závodi János, Solti János, vagy a sajnálatosan korán eltávozott Fuchs László és Tomsits Rudolf. A jelenlegi felállás tíz éve működik: Földes László (Hobo) (ének), Fehér Géza (gitár), Gyenge Lajos (dob), Hárs Viktor (basszusgitár), Nagy Szabolcs (billentyűs hangszerek).

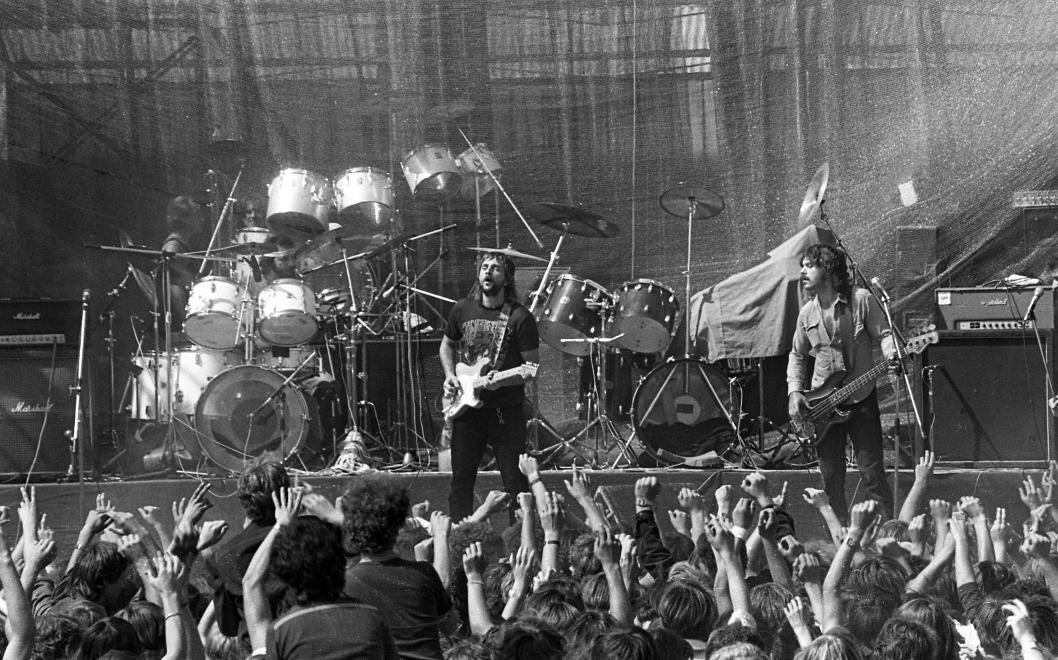
Koncertjelenet az 1983-as Jubileumi Rockfesztiválon (Tátrai Tibor és Póka Egon)

A HBB tagjai az 1981-ben bemutatott, Szomjas György által rendezett Kopaszkutya című filmben főszerepet játszottak. A lemezt betiltották, a filmet viszont nem, a zenei anyag csak 1993-ban láthatott napvilágot. A film egyik betéteként látható, a tabáni hegyoldalban adott koncertjükre mintegy húszezren gyűltek össze, de játszottak a Hajógyári-szigeten (először 1980-ban a Fekete Bárányok koncerten, egy évre rá a Szuperkoncerten, majd 1995-től a Sziget Fesztiválokon), közreműködői voltak az 1988-ban rendezett Népstadioni Human Rights koncertnek, Youssou N’Dour, Sting, Peter Gabriel, Tracy Chapman és Bruce Springsteen társaságában. Tízéves jubileumukat a Városligeti nagyréten ünnepelték, a 15. születésnapjukon felléptek a Fradi-pályán, a huszadikat már a Budapest Sportcsarnokban tartották. A 25 éves Hobo Blues Bandre a Margitsziget Szabadtéri Színpad telt meg zsúfolásig.
Az 1980-as évek közepétől az együttes megvalósította Hobo színházi és irodalmi elképzeléseit is, példaként említve Ginsberg-, József Attila-, Viszockij-estek létrehozását. A HBB mai tagjai még inkább partnerek ez irányú törekvéseiben, aktívan részt vesznek előadóestjeinek létrehozásában, s a zenekar repertoárja is jelentősen bővült.
A magyar rocktörténelem egyik legjelentősebb albumának tekintett Vadászatot 1984-ben a telt házas Budapest Sportcsarnokban mutatták be élőben, Szikora János rendezésében. A lemez anyagát – kiegészítve a nyolcvanas években még betiltott dalokkal – 2002-ben Beregszászon, a Beregszászi Illyés Gyula Magyar Nemzeti Színház társulatával közösen vitték színpadra Vidnyánszky Attila rendezésében.
1998-ban 20 éves jubileumi koncertet adtak a Budapest Sportcsarnokban és szintén ebben az évben tartották meg Hobo Viszockij-estjét a Merlin Színházban. 2003-ban a Margitszigeti Szabadtéri Színpadon tartották negyed évszázados jubileumi koncertjüket. A korábbi években többek között a Lágymányosi Művelődési Házban, illetve a Petőfi Csarnokban kaptak helyet, manapság pedig kéthetente a Gödör Klubban találkozhatnak velük rajongóik. Hobo és a zenekara által képviselt „értékeket” a 2006 karácsonyára kiadott, Kötéltánc című DVD-sorozat keretében próbálták meg átmenteni a következő generációknak.

### Jubileum, újraegyesülés és búcsú

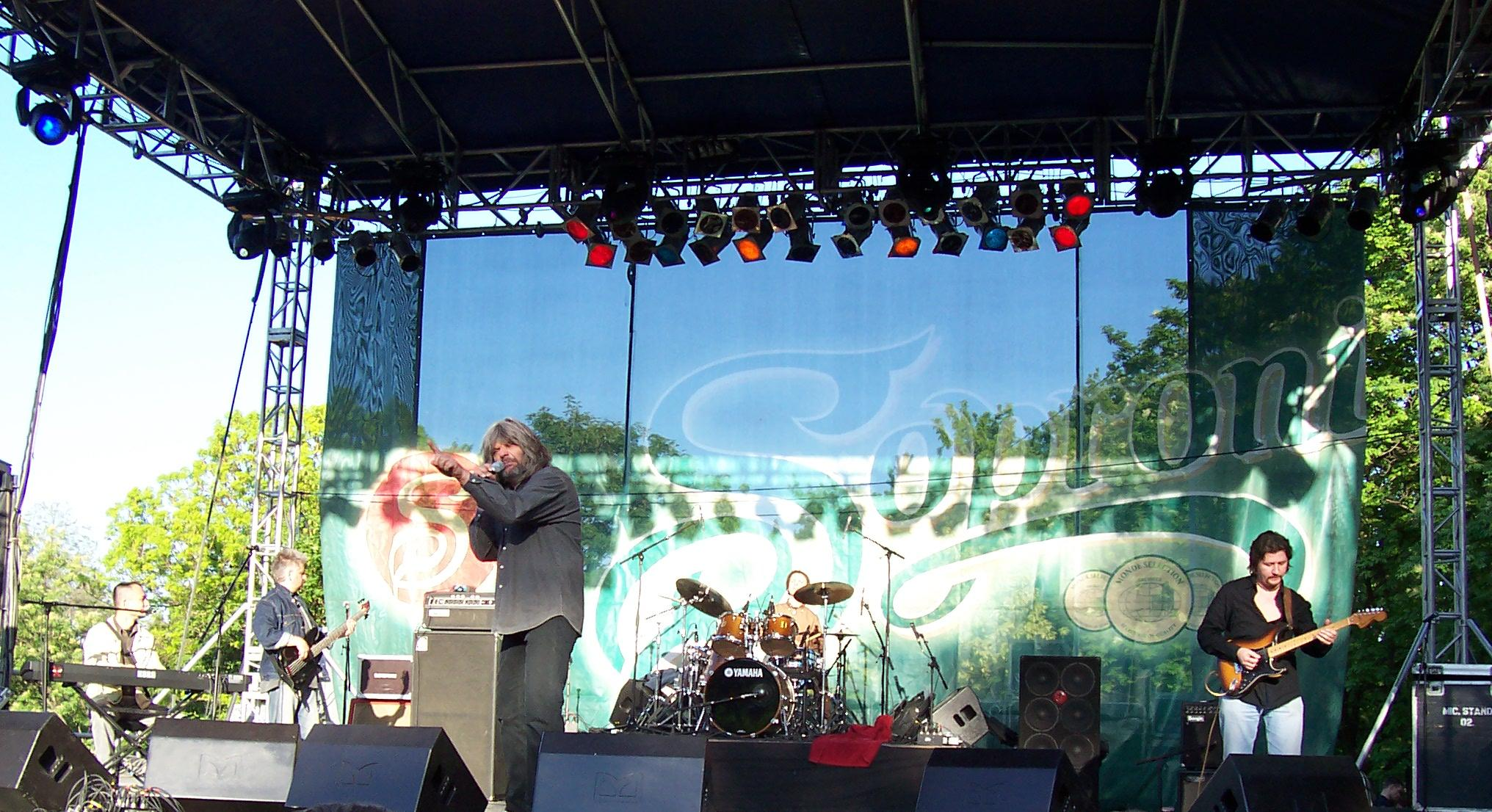
A Hobo Blues Band volt tagjai 2007. május 1-jén Tabánban (balról jobbra): Nagy Szabolcs, Hárs Viktor, Földes László, Gyenge Lajos és Fehér Géza

A Hobo Blues Band jubileumi évének jegyében ősszel ismét Vidnyánszky állította színpadra a művet, ezúttal a debreceni Csokonai Színházban, Bolondvadászat munkacímmel. A színpadi változat zenei anyaga CD-n a bemutatóval egy időben jelent meg.
2008. szeptember 27-én este fél nyolcas kezdettel az együttes 30 éves évfordulóját jubileumi koncerttel ünnepelte meg a Papp László Budapest Sportarénában azokkal a vendégekkel, akik részt vettek a zenekar pályafutásában: Deák Bill Gyula, Kőrös József, Pálmai Zoltán, Póka Egon, Solti János, Tátrai Tibor, Tóth János Rudolf, Vaszko Krpkata és az akkori Hobo Blues Band, azaz Fehér Géza, Gyenge Lajos, Hárs Viktor, Hobo és Nagy Szabolcs. Az összes tagot nem tudták meghívni, mivel az itt felsoroltakon kívül még jó páran részt vettek a zenekar életében. Az este ceremóniamestere Cserhalmi György, a rendező pedig Vidnyánszky Attila volt.  A koncertről felvétel is készült Apák rock and rollja címen, amit dupla DVD-n és CD-n adtak ki.
2008. október 2-án, közvetlenül az Old man’s Pubban tartott fellépésük után Hobo bejelentette, hogy a zenekar ebben a felállásban nem működik tovább. „Tisztában vagyok a zenekar akkor és egyszerre  eltávolított tagjai által kiadott más és más információival, ám „a tények makacs dolgok” – mondta Lenin.”
2009. május 30-ra, a Pannónia Fesztivál szombati napjára újra összeállt az egykori Hobo Blues Band, Póka Egon, Tátrai Tibor, Solti János, Deák Bill Gyula és Hobo személyében.
Mivel több koncertet a zenészek egyéb elfoglaltságai miatt nem sikerült megszervezni, Hobo úgy döntött, elbúcsúztatja együttesét. 2011. február 12-én került sor a búcsúkoncertre, a megalakulás után 33 évvel, Földes László 66. születésnapjának előestéjén  a Papp László Budapest Sportarénában. Mivel elővételben hamar elfogytak a jegyek, egy nappal korábban ugyanott tartottak egy ráadáskoncertet. A két koncerten több mint 20.000 ember búcsúzott nem csak a HBB-től, de talán egy korszaktól is. Február 8-án pedig Komáromban elbúcsúztak a határon túli közönségtől is. A felállás megegyezett a két évvel korábbival, kiegészülve a Hobo és Bandája formációban gitározó Madarász Gáborral. A közel háromórás előadáson a HBB első tizenöt évének legfontosabb dalai hangzottak el, kizárólag a saját szerzemények. A rögzített anyagot „A zene marad” címmel DVD és CD formátumban is kiadták.

Hobo így fogalmazott: „Mint érezhetik, láthatják, a hatvanas évek generációjának ideje és zenéje lejárt. Sajnos a bluesnak is vége. Az újabb nemzedékek másképp élnek, gondolkodnak, zenélnek, másban fejezik ki magukat, ez a dolgok rendje. A HBB is befejezte, nem volt siratás, temetés, nincs gyász, boldogságos búcsú volt, Önök tették azzá. Köszönjük!”.